# Pierre-Louis Lions
Pierre-Louis Lions (Grasse, 1956. augusztus 11. –) matematikus, aki 1994-ben elnyerte a Fields-érmet.

## Életrajz
Édesapja Jacques-Louis Lions matematikus és a Nancy Egyetem professzora, édesanyja Andrée Olivier. 1975-ben beiratkozott az École normale supérieure-re és itt 1979-ig tanult. PhD fokozatát 1979-ben szerezte meg a Pierre és Marie Curie Egyetemen. Témája: Sur quelques classes d'équations aux dérivees partielles non linéaires et leur résolution numérique volt. Témavezetője pedig Haïm Brézis. Jelenleg több neves egyetem díszdoktora. A Collège de France-on a parciális differenciálegyenletek és megoldásuk professzora.

## Kutatásai
Leginkább nemlineáris parciális differenciálegyenletekkel foglalkozik. Ő volt az első aki megoldotta a Boltzmann-egyenletet.